# Živa Beltram
Živa Beltram, slovenska družbenopolitična delavka, * 17. oktober 1921, Ljubljana, † 2008.

## Življenje in delo
Pred 2. svetovno vojno je študirala na beograjski medicinski fakulteti. Leta 1942 se je na Primorskem pridružila narodnoosvobodilni borbi, bila ujeta in zaprta v fašističnih zaporih (1942-1943). Po kapitulaciji Italije se je ponovno priključila partizanom, bila partizanska učiteljica v Biljah, potem aktivistka Osvobodilne fronte in Komunistične partije Slovenije na Goriškem in Primorskem. Po osvoboditvi je vse do 1955 delala na področju ljudske prosvete, osnovnega in srednjega šolstva, bila nato 10 let direktorica Centralnega zavoda za napredek gospodinjstva v Ljubljani ter opravljala številne družbenopolitične funkcije, zlasti v okviru Socialistične zveze delovnega ljudstva Slovenije. Pomemben je bil njen prispevek k ustvarjanju temeljnih pogojev za načrtovanje družine, o čemer je napisala tudi več del